# Coriorretinopatia serosa central
A retinopatia serosa central (RSC), também conhecida como coriorretinopatia serosa central (CSC ou CSCR), é um líquido acumulado no espaço sub-retiniano. Ela é uma doença ocular que causa deficiência visual, geralmente temporária, geralmente em um olho. A doença é considerada de causa desconhecida. Afeta principalmente homens brancos na faixa etária de 20 a 50 (proporção homem: mulher 6: 1) e ocasionalmente outros grupos. Acredita-se que a condição seja exacerbada pelo estresse ou pelo uso de corticosteróide.

## Causas
A RSC é um destacamento fluido das camadas de mácula do tecido de suporte. Isso permite que o fluido coróide vaze sob a retina.

## Diagnóstico
O diagnóstico geralmente começa com um exame dilatado da retina, seguido de confirmação por tomografia de coerência óptica e angiografia com fluoresceína. O teste de angiografia geralmente mostra um ou mais pontos fluorescentes com vazamento de fluido.

## Tratamento
A maioria dos olhos com RSE sofre reabsorção espontânea do líquido sub-retiniano dentro de 3 a 4 meses. A recuperação da acuidade visual geralmente segue. O tratamento deve ser considerado se a reabsorção não ocorrer dentro de 3 a 4 meses, [16] espontaneamente ou como resultado do aconselhamento.
Estudos anteriores sugeriram que o antagonista do receptor de mineralocorticóides, eplerenona, é eficaz no tratamento de CSCR.